# Équipe de France masculine de water-polo
Pour les articles homonymes, voir Équipe de France.
L'équipe de France de water-polo est la sélection des meilleurs joueurs français de water-polo.

## Historique

### Avant 2004: les années Malara
Peu avant son remplacement, Paolo Malara conduit l'équipe à la première place du championnat d'Europe « B » de septembre 2004.

### 2004 - 2009: les années Missy
Franck Missy, alors entraîneur de la Société de natation de Strasbourg, est nommé sélectionneur le 30 novembre 2004 avec pour objectif la qualification pour le tournoi des Jeux olympiques d'été de 2008.

### 2009 - 2011: les années Kovačević
De janvier 2009 à sa suspension pendant l'été 2011, le sélectionneur est le Monténégrin Petar Kovačević, simultanément entraîneur du Cercle des nageurs de Marseille depuis 2006, champions de France depuis 2005. Il entraîne une équipe composée généralement d'un noyau de joueurs du Cercle des nageurs de Marseille et de l'Olympic Nice Natation, complété de meilleurs ou de jeunes éléments des autres équipes du championnat élite.
Au moment de sa suspension, l'équipe de France, absente des championnats d'Europe depuis 2001, est parvenue à battre l'équipe de Russie (8-8 à l'aller et 11-10 au retour) malgré une erreur d'enregistrement de joueurs commise par la Fédération française de natation limitant à dix joueurs l'équipe lors du match aller en Russie,. Elle est alors dans le premier pot pour le tirage au sort de la deuxième partie des qualifications pour le championnat de 2012.
Son adjoint Samuel Nardon, entraîneur de l'Olympic Nice Natation, assure l'intérim pour un match de qualification européenne début juillet 2011, mais refuse la place d'entraîneur jugeant la proposition qui lui est faite « indécente ». L'indemnité proposée de six cents euros par mois est le tiers du revenu mensuel d'un entraîneur du championnat élite. Début août, alors que l'appel de Kovačević doit être étudié à la fin du même mois, Nicolas Jeleff assure l'intérim pour l'Universiade d'été 2011 du 11 au 23 août.
Finalement, Kovačević retrouve sa licence au 15 septembre en appel et l'autorisation de reprendre sa place d'entraîneur de l'équipe nationale. En octobre cependant, l'équipe échoue à se qualifier pour le championnat d'Europe de janvier 2012 à cause d'une défaite quatre buts à douze face à l'équipe de Macédoine.
En décembre 2011 et 2012, le temps de la recherche d'un nouveau sélectionneur, c'est Dominique Basset, adjoint au directeur technique national et ancien rameur d'aviron, qui convoque les joueurs aux stages de l'équipe de France. Au cours de celui de mars 2012, ils sont encadrés par Joseph Britto, conseiller technique sportif du Languedoc-Roussillon, et Alexandre Donsimoni, l'entraîneur de Pays d'Aix Natation.

### Depuis 2012: une période stable avec Florian Bruzzo
Le 24 juin 2012, la FFN annonce le recrutement de Florian Bruzzo, entraîneur du Cercle des nageurs noiséens.
En février 2021, l'équipe de France de water-polo ne parvient pas à se qualifier pour les JO de Tokyo. En l'espace de trente ans, la sélection ne participe donc qu'une seule fois aux jeux olympiques (2016).
En février 2022, la France termine première du tournoi qualificatif de Kranj (Slovénie) et obtient ainsi son billet pour les championnats d'Europe de Split, qui auront lieu du 27 août au 10 septembre 2022. 
En 2024, la France arrive en demi-finale du championnat du monde, elle est éliminée par la Croatie aux tirs-au-but. L'équipe de France termine quatrième de ce championnat du monde à la suite de leur défaite face à l'Espagne en petite finale.

## Palmarès et Participations

### Jeux olympiques
- 1900 - Paris :  2 médailles de bronze[16]
- 1912 - Stockholm : 5e
- 1924 - Paris :  Médaille d'or
- 1928 - Amsterdam :  Médaille de bronze
- 1936 - Berlin : 4e
- 1948 - Londres : 6e
- 1960 - Rome : 10e
- 1988 - Séoul : 10e
- 1992 - Barcelone : 11e
- 2016 - Rio de Janeiro : 11e
- 2024 - Paris : 10e

### Championnats du monde
- 13e aux Championnats du monde de 1982 à Guayaquil
- 8e aux Championnats du monde de 1986 à Madrid
- 12e aux Championnats du monde de 1991  à Perth
- 14e aux Championnats du monde de 2017 à Budapest
- 4e aux Championnats du monde de 2024 à Doha

### Ligue mondiale
- 6e de la Ligue mondiale de 2006 à Athènes
- 4e de la Ligue mondiale 2022 à Strasbourg, France

### Championnats d'Europe « A »
- Médaille d'argent aux Championnats d'Europe de 1927 à Bologne
- 6e aux Championnats d'Europe de 1934 à Magdebourg
- 6e aux Championnats d'Europe de 1938 à Londres
- 7e aux Championnats d'Europe de 1947 à Monaco
- 6e aux Championnats d'Europe de 1950 à Vienne
- 12e aux Championnats d'Europe de 1954 à Turin
- 8e aux Championnats d'Europe de 1958 à Budapest
- 12e aux Championnats d'Europe de 1966 à Utrecht
- 11e aux Championnats d'Europe de 1970 à Barcelone
- 12e aux Championnats d'Europe de 1989 à Bonn
- 11e aux Championnats d'Europe de 1991 à Athènes
- 12e aux Championnats d'Europe de 2001 à Budapest
- 10eaux Championnats d'Europe de 2014 à Budapest
- 9e aux Championnats d'Europe de 2016 à Belgrade
- 6e aux Championnats d'Europe de 2022 à Split

### Jeux méditerranéens
- Médaille d'argent aux Jeux méditerranéens de 1955 à Barcelone
- Médaille de bronze aux Jeux méditerranéens de 1963 à Naples
- 4e aux Jeux méditerranéens de 1983 à Casablanca
- 4e aux Jeux méditerranéens de 1991 à Athènes
- 5e aux Jeux méditerranéens de 1993 à Agde
- Médaille de bronze aux Jeux méditerranéens de 2001 à Tunis
- 6e aux Jeux méditerranéens de 2005 à Almérie
- 6e aux Jeux méditerranéens de 2009 à Pescara
- 5e aux Jeux méditerranéens de 2013 à Mersin

### Championnat d'Europe « B »
Le nombre de participants aux Championnats d'Europe, dits « A », a varié de 8 à 16 équipes avant de redescendre à 12. Entre parenthèses le rang européen, une fois compté le nombre d'équipes qualifiées en « A ».
- 8e aux Championnats d'Europe de 1974 à Vienne Groupe « B » (16e)
- 7e aux Championnats d'Europe de 1977 à Jönköping Groupe « B » (15e)
- 4e aux Championnats d'Europe de 1981 à Split Groupe « B » (12e)
- Médaille de bronze aux Championnats d'Europe de 1983 à Rome Groupe « B » (11e)
- Médaille de bronze aux Championnats d'Europe de 1985 à Sofia Groupe « B » (11e)
- Médaille d'or aux Championnats d'Europe de 1987 à Strasbourg Groupe « B » (9e)
- 5e aux Championnats d'Europe « B » de 1994 à Sofia (13e)
- 4e aux Championnats d'Europe « B » de 1996 à La Valette (16e)
- 4e aux Championnats d'Europe « B » de 1998 à Istanbul (16e)
- Médaille d'argent aux Championnats d'Europe « B » de 2000 à La Valette (14e)
- Médaille d'or aux Championnats d'Europe « B » de 2004 à Istanbul (13e)
- Médaille d'argent aux Championnats d'Europe « B » de 2007 à Manchester (14e)
- Médaille d'argent aux Championnats d'Europe « B » de 2009 à Lugano (14e)

## Composition de la sélection 2022
- Alexandre Bouet
- Romain Marion-Vernoux
- Pierre-Frédéric Vanpeperstraete
- Thomas Vernoux
- Emil Bjorch
- Charles Canonne
- Lorris Canovas
- Andrea De Nardi
- Clément Dubois
- Hugo Fontani
- Logan Piot
- Enzo Khasz
- Mehdi Marzouki
- Rémi Saudadier
- Ugo Crousillat

- Sélectionneur : Florian Bruzzo
- Préparateur physique : Louis Scherer